# Welkom
Welkom (Bienvenue en afrikaans et néerlandais) est une ville du centre de l’Afrique du Sud, située dans la partie nord-ouest de la province de l’État-Libre.
Située à 160 kilomètres au nord-est de Bloemfontein, la capitale de la province, elle est le centre de l’exploitation de l’or et de l’uranium dans la région. Welkom est aussi un centre de production d’acier et de production de bois de construction et de viande bovine. La ville est aussi connue pour son circuit automobile Phakisa Freeway qui a accueilli des Grands Prix de Moto GP.
C'est la deuxième zone urbaine la plus peuplée de la province, derrière Bloemfontein.
Son nom est celui de la ferme sur laquelle l’or a été découvert.

## Démographie
Selon le recensement de 2011, Welkom compte 64 130 résidents dont 60,74% issus de la communauté noire et 26,86% issus de la communauté blanche. La langue maternelle dominante est l'Afrikaans (38,44%) suivie du Sesotho (33,38%).
L'ensemble de la zone urbaine, comprenant Welkom, Riebeeckstad et les townships de Hani Park et Thabong, compte 211 011 résidents (à 84,9% issus des communautés bantouphones et à 10,8% issus des communautés blanches).

## Histoire

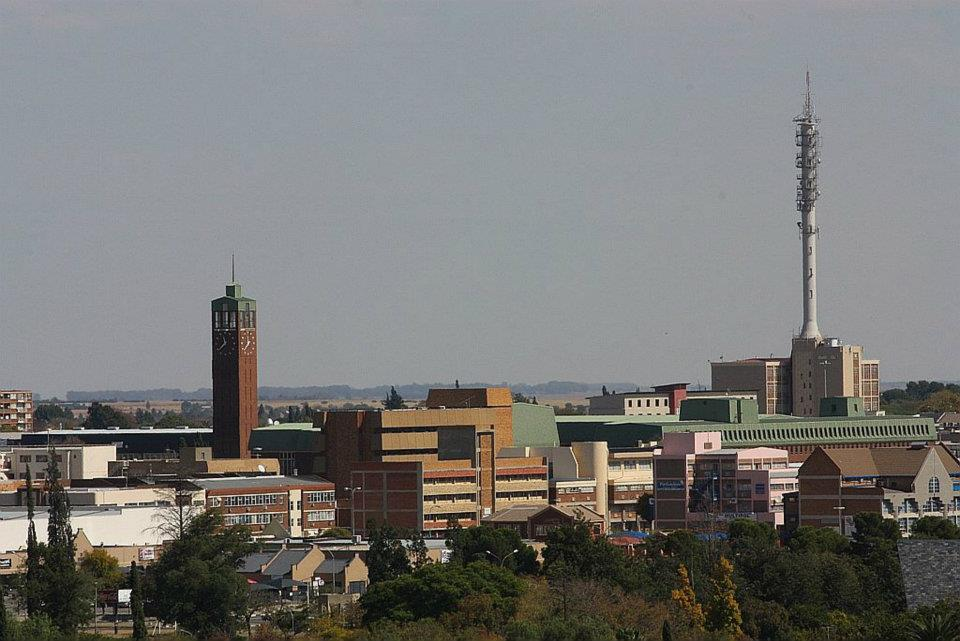
Centre-ville de Welkom

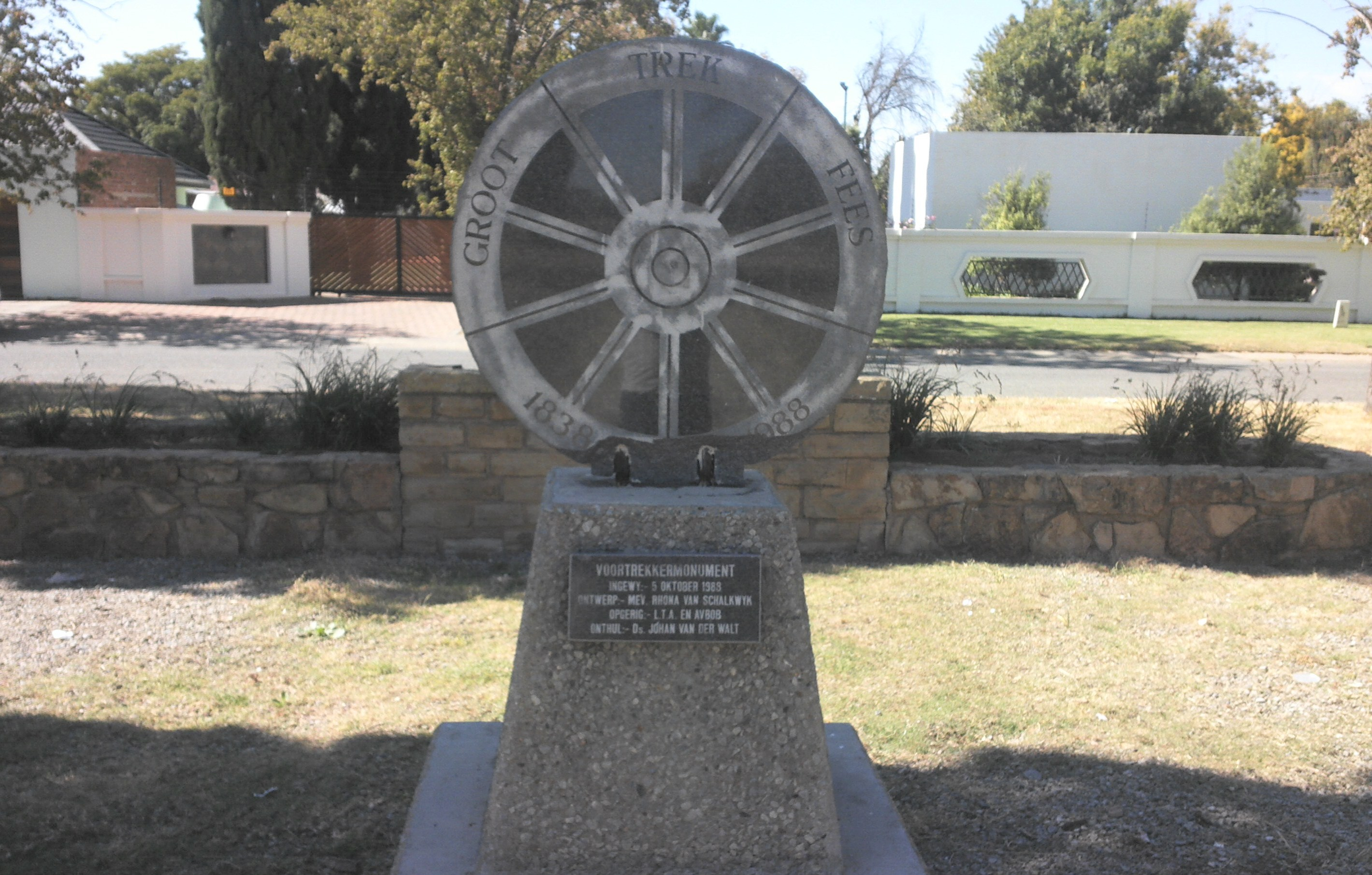
Mémorial aux Voortrekkers

Welkom fut fondée assez tard, en 1947, à la suite de la découverte d’un filon d’or l’année précédente. Elle fut érigée selon un plan d’urbanisme qui devait être un modèle, avec un centre-ville pour les administrations et les commerces construits en arc de cercle autour d’un parc de 45 ha. Plus d’un million d’arbres furent plantés pour ce faire.
Welkom a acquis le statut de commune (municipality) en 1961 et celui de ville (city) en 1968.
En dépit du démantèlement de l’apartheid dans les années 90, la majorité de la population noire, la plus pauvre, continue de vivre dans le township de Thabong. Contrairement à d’autres villes minières, les puits continuent à fonctionner et la ville attire ainsi de la main d’œuvre.
Le 5 décembre 2000, Welkom perd son statut municipal pour être amalgamé avec les communes de Allanridge, Hennenman, Odendaalsrus, Ventersburg et Virginia dans la nouvelle municipalité locale de Matjhabeng, elle-même sise dans le district municipal de Lejweleputswa.

## Personnalités
- Connie Chiume, actrice, est née à Welkom en 1952.
- L'actuel évêque de Kroonstad, Mgr Stephen Brislin est né à Welkom en 1956.
- Mark Shuttleworth, entrepreneur, est né à Welkom en 1973.
- Dricus du Plessis, pratiquant d'arts martiaux mixtes ( MMA ), est né à Welkom en 1994.

### Maires de Welkom
- Daniel Weich Morrisson, maire en 1963
- D.R. de Wet, maire en 1964
- Gus Gows, maire (parti national) en 1989
- William (Bill) Odendaal, maire en 1990 - 5ème mandat